# UMTAS (ミサイル)
UMTAS（トルコ語: Uzun Menzilli Tanksavar Sistemiは、トルコのロケットサンが開発した長距離空対地ミサイル。航空機、ヘリコプターのほか、陸上車両や艦艇など様々なプラットフォームへの搭載が可能とする。

## 概要
UMTASは、戦車などの重装甲車両との交戦を主眼とし、T129 ATAK攻撃ヘリコプターに搭載する国産ミサイルとして開発を開始した。
設計段階のフェーズ1は2005年から2008年にかけて行われ、本格的な開発段階のフェーズ2は2008年から2015年にかけて行われた。
発射試験ではT129 ATAK攻撃ヘリコプターによる陸上目標、SH-60B哨戒ヘリコプターによる海上目標試験のほか、バイラクタル TB2UCAVでも実施され、他の無人航空機からレーザー目標指示装置で指示された8キロメートル先の2メートル四方の標的へ命中させた。
UMTASは撃ちっ放し能力（英語: Fire-and-forget）を備え、終末誘導用の画像赤外線シーカーを搭載、弾頭は爆発反応装甲（英語: Explosive Reactive Armour、略称：ERA）に対しても有効なタンデム式対戦車爆風破砕弾頭となっている。
誘導方式をセミアクティブ・レーザー誘導としたL-UMTASも開発され、弾頭にはタンデム式対戦車爆風破砕弾頭、対戦車爆風破砕弾頭、対戦車高性能爆薬弾頭、サーモバリック弾頭の4種類が用意されている。また、ロケットサンでは射程を倍増させたUMTAS-GMも開発しており、陸上・艦艇発射型で射程1キロメートルから16キロメートルの範囲、航空機発射型で1キロメートルから20キロメートルの範囲となったことで敵の射程圏外からの攻撃が可能である。UMTAS-GMで開発が先行しているのがブロック1で、シーカーがセミアクティブ・レーザー誘導と画像赤外線誘導のデュアルシーカーとなっており、続くブロック2では可視光テレビを追加したハイブリッドシーカーとなり、昼夜を問わず高解像度の画像提供が可能になることで命中精度が向上している。

## 型式
UMTAS
タンデム式対戦車爆風破砕弾頭、IIR誘導型
L-UMTAS
タンデム式対戦車爆風破砕、対戦車爆風破砕、対戦車高性能爆薬、サーモバリック弾頭、SALH誘導型
UMTAS-GM
射程延伸、SALH/IIR誘導型

## 採用国
- トルコ[10]